# Exclamatio (muzyczna figura retoryczna)
Exclamatio, ecphonesis (okrzyk, zawołanie) – muzyczna figura retoryczna wyrażająca okrzyk, zawołanie, oznaczającego emocje zarówno pozytywne (np. radość) jak i negatywne (np. błaganie czy gniew).
Charakteryzuje się użyciem pauzy, interwału (większego niż tercja, najczęściej seksta mała) czy przebiegu rytmicznego różniącego się od „najbliższego kontekstu” muzycznego. W instrumentacji polega na użyciu „krzykliwych” instrumentów (np. trąbek).